# Саидов, Маджид
Маджид Саидов (1908' — ?) — советский узбекский хозяйственный, государственный и партийный деятель.

## Биография
Родился в 1908 году. Член КПСС с 1932 года.
С 1929 года — на хозяйственной, общественной и политической работе. В 1929—1946 гг. — хозяйственный и партийный работник в Узбекской ССР, первый секретарь Паст-Даргомского райкома КП(б) Узбекистана, первый секретарь Сурхандарьинского областного комитета КП Узбекистана, слушатель высшей школы парторганизаторов при ЦК ВКП(б), первый секретарь Пахтакорского райкома КП(б) Узбекистана.
Умер после 1950 года.